# Home mico de Delhi
L'home mico de Nova Delhi és un monstre misteriós que va ser vist a Delhi l'any 2001.
El maig de 2001, van començar a circular informes a la capital de l'Índia sobre una estranya criatura semblant a un mico que apareixia de nit i atacava la gent. Els testimonis eren sovint inconsistents, però tendien a descriure la criatura com un ésser de 120 cm d'alçada cobert de pèl negre gruixut, amb un casc i urpes de metall, ulls vermells brillants i tres botons al pit. D'altres, tanmateix, el van descriure amb un musell de guineu, de més de 2 m d'alçada i musculat, i saltant entre edificis com un parkour. Hi va haver teories de sobre la seva naturalesa, i passà per ser un avatar del déu hindú Hanuman a una versió índia de Bigfoot.
Moltes persones van denunciar haver estat esgarrapades, i dues (per alguns informes, tres) fins i tot mortes, per l'home mico. Va arribar a un punt en què la policia feu un retrat robot de la criatura, per intentar trobar-la i agafar-la. L'incident ha estat descrit com un exemple d'histèria de massa.